# Давенпорт (Північна Дакота)
Давенпорт (англ. Davenport) — місто (англ. city) в США, в окрузі Кесс штату Північна Дакота. Населення — 256 осіб (2020).

## Географія
Давенпорт розташований за координатами 46°42′54″ пн. ш. 97°3′54″ зх. д. / 46.71500° пн. ш. 97.06500° зх. д. (46.714920, -97.064960).  За даними Бюро перепису населення США в 2010 році місто мало площу 0,71 км², уся площа — суходіл.

## Демографія
Згідно з переписом 2010 року, у місті мешкали 252 особи в 93 домогосподарствах у складі 71 родини. Густота населення становила 356 осіб/км².  Було 96 помешкань (136/км²).
Расовий склад населення:
| - 92,9 % — білих - 0,4 % — корінних американців - 4,0 % — осіб інших рас |

До двох чи більше рас належало 2,8 %. Частка іспаномовних становила 10,7 % від усіх жителів.
За віковим діапазоном населення розподілялося таким чином: 31,0 % — особи молодші 18 років, 61,9 % — особи у віці 18—64 років, 7,1 % — особи у віці 65 років та старші. Медіана віку мешканця становила 32,0 року. На 100 осіб жіночої статі у місті припадало 93,8 чоловіків;  на 100 жінок у віці від 18 років та старших — 104,7 чоловіків також старших 18 років.
Середній дохід на одне домашнє господарство  становив 69 031 долар США (медіана — 67 500), а середній дохід на одну сім'ю — 69 433 долари (медіана — 66 875). За межею бідності перебувало 6,3 % осіб, у тому числі 6,0 % дітей у віці до 18 років та 0,0 % осіб у віці 65 років та старших.
Цивільне працевлаштоване населення становило 145 осіб. Основні галузі зайнятості: освіта, охорона здоров'я та соціальна допомога — 20,0 %, будівництво — 15,9 %, виробництво — 13,8 %.